# Juan Francisco de León
Juan Francisco de León (El Hierro, Canarias, 19 de marzo de 1692 - San Fernando, Cádiz, 2 de agosto de 1752) fue un comerciante español que tuvo una destacada actuación en la historia colonial venezolana, al liderar una revolución popular en contra del monopolio comercial que tenía la Real Compañía Guipuzcoana en la Provincia de Venezuela a mediados del siglo XVIII.

## Reseña biográfica
Juan Francisco de León nació en la isla de El Hierro, la más sur occidental de las Islas Canarias, en el seno de una familia numerosa. Emigró a Venezuela en la primera mitad del siglo XVIII fijando su residencia en Caracas, en la zona de la plaza La Candelaria, donde vivió con su esposa Lucía García y tuvo una descendencia de 14 hijos, dedicándose a la agricultura del cacao. Fundó la población de Panaquire el 4 de marzo de 1734, en la región de Barlovento, en la provincia de Caracas. En 1744, el gobernador lo nombra comisario de la jurisdicción real del valle de Panaquire con las funciones de levantar sumarios, prender personas y juzgar las causas civiles y criminales contra cualquier individuo. Este nombramiento lo lleva a residenciarse en forma permanente en el valle y le permite el descubrimiento de nuevas tierras hacia la zona de El Guapo.
La posición monopólica de la Real Compañía Guipuzcoana de Caracas y los bajos precios que ésta impuso al cacao cultivado por los agricultores de Panaquire hizo florecer el contrabando, avalado por de León, como método para mejorar los ingresos y la calidad de vida de sus habitantes. Enterado de esta situación, el nuevo gobernador de la provincia, Luis Francisco de Castellanos (1747-1749), por sugerencia del propulsor de la Real Compañía Guipuzcoana Juan Manuel Goyzueta, designa el 7 de marzo de 1749 a Don Martín de Echeverría con el título de cabo de guerra y teniente de justicia de Panaquire. Buscando la aniquilación del contrabando de cacao, dicha designación desplaza a de León de su cargo, pero profundizando una desigualdad social existente en las colonias españolas de la época: Isleños, pardos y mulatos eran relegados al último estrato social, en beneficio de mantuanos, vascos y castellanos.
Molesto por el nombramiento de un vasco como reemplazante suyo y temeroso de perder la relativa prosperidad que el contrabando traía a la región, Juan Francisco de León promueve un levantamiento en 1748 contra los intereses y el dominio monopolístico de la Real Compañía Guipuzcoana en cuanto al comercio del cacao, apoyado por la población barloventeña, compuesta mayoritariamente de esclavos, zambos, pardos y canarios, habiendo adquirido algunas armas y municiones a comerciantes holandeses de Curazao, naturalmente a través del contrabando de cacao. En Panaquire lanzó un manifiesto exigiendo al Rey la liquidación de la Compañía Guipuzcoana y termina diciendo que ... en toda la provincia no ha de quedar de esta raza persona alguna. Secundado por la población, encabezó una marcha sobre Caracas, donde obtuvo el apoyo del Cabildo provocando la huida de Echeverría. El gobernador Castellanos prometió enviar las quejas a España, pero la Compañía no se disolvió. León volvió a marchar sobre Caracas en 1750 y lanzó un manifiesto en el que pedía la libertad del mercado del cacao, de navegación y de comercio con otros países. En 1752 fue apresado finalmente por el teniente general Felipe Ricardos mientras que entre los detenidos, el isleño Andrés Rodríguez Betancourt fue pasado por las armas, y el mulato Juan Muchingo y el zambo Raimundo Romero ahorcados. El 28 de marzo de 1752 es enviado como prisionero junto a sus hijos y otros alzados a la prisión del Arsenal de la Carraca en Cádiz; allí Juan Francisco de León contrajo viruela y murió el 2 de agosto de 1752.
Declarado traidor por Felipe Ricardos, el 25 de septiembre de 1753 su casa en La Candelaria fue arrasada y sembrada con sal, para que ni la hierba creciese y, sobre sus ruinas, se colocó un padrón de ignominia que rezaba así: 
«Esta es la justicia del Rey Nuestro Señor mandada hacer por el Excelentísimo Señor Don FPE RICARDOS. TTE. GENERAL DE LOS EJERCITOS de su majestad su Govr y CAPNA General de esta provincia de Caracas – con Juan Francisco de León, amo de esta casa, por pertinaz, rebelde y traidor a la Real Corona y por ello reo. Que se derribe y siembre de sal por perpetua memoria de su infamia.»
En cierto modo, su sacrificio no fue en vano y los hacendados criollos obtienen algunas prerrogativas comerciales que explican el clima de tranquilidad y paz en que opera la Compañía Guipuzcoana en los siguientes treinta y cinco años de permanencia en Venezuela hasta que fue declarada extinta en 1785 como consecuencia de la aplicación de las reformas borbónicas de 1778 que permitían el librecambio comercial entre España e Hispanoamérica tal como lo preconizaba Juan Francisco de León. Sin embargo, se mantuvo el nefasto padrón en La Candelaria, que no fue demolido sino luego de declarada la independencia de España en 1811, siendo posteriormente sus terrenos devueltos a los descendientes y su memoria exaltada, en homenaje a su lucha reivindicatoria por una sociedad más justa. Aunque su movimiento no fue de carácter independentista ni contrario a la autoridad del Rey de España, el fuerte componente social que tuvo lo convierte en un hito importante dentro de los antecedentes que posteriormente llevarían a la independencia de las colonias españolas en América. En la actualidad una placa ubicada al frente de lo que era su casa, honra su memoria en Caracas.